# Малеин, Николай Сергеевич
Николай Сергеевич Малеин (8 октября 1920, Углич — 11 мая 1999, Москва) — советский и российский правовед, специалист в области гражданского права. Доктор юридических наук, профессор.

## Биография
Участник Великой Отечественной войны.
Окончил Московский юридический институт (1951). В 1959 г. защитил кандидатскую диссертацию на тему: «Право на возмещение вреда, причиненного смертью кормильца», а в 1969 г. — докторскую диссертацию на тему: «Проблемы имущественной ответственности хозяйственных органов».
С 1951 по 1955 г. работал юрисконсультом на заводе и в Инюрколлегии, а впоследствии являлся членом Научно-консультационного совета Верховного Суда СССР, членом Методического совета при Генеральном прокуроре СССР.
Преподавал на кафедре гражданского права во Всесоюзном юридическом заочном институте, участвовал в написании учебников, учебно-методических пособий.
С 1960 по 1999 г. работал в Институте государства и права АН СССР.

## Семья
Дочери Ольга (род. 11 июня 1954) и Марина (род. 6 июня 1959).

## Научная деятельность
Автор 175 работ по общей теории права, гражданскому и хозяйственному праву. Наиболее значительный вклад внёс в исследование природы гражданского правонарушения и ответственности, статуса физического лица как субъекта гражданского права.
В последние годы жизни занимался государственно-правовыми проблемами. К этому периоду творчества относятся монографии: «Юридическая ответственность и справедливость» (1992), статьи: «Демонстрации, забастовки — закон и справедливость» (1991); «О законности в условиях переходного периода» (1995); «Правовые принципы, нормы и судебная практика» (1996); «Значение правовых принципов в охране прав граждан» (1998); «Конституция — закон прямого действия» (1999) и другие.

### Избранные труды
- Право на возмещение вреда, причинённого смертью кормильца. — М.: Госюриздат, 1958.
- Возмещение вреда при повреждении здоровья несовершеннолетних. — М.: Госюриздат, 1962. — 66 с.
- Кредитно-расчётные правоотношения и финансовый контроль. — М.: Наука, 1964. — 152 с.
- Возмещение вреда, причинённого личности. — М.: Юрид. лит., 1965. — 230 с.
- Имущественная ответственность в хозяйственных отношениях. — М.: Наука, 1967. — 207 с.
- Гражданско-правовая ответственность за причинение смерти кормильцу. — М.: Госюриздат, 1960. — 124 с.
- Гражданско-правовое положение личности в СССР. — М.: Наука, 1975. — 399 с.
- Гражданский закон и права личности в СССР. — М.: Юрид. лит., 1981. — 216 с.
- Правонарушение: понятие, причины, ответственность. — М.: Юрид. лит., 1985. — 192 с.
- Охрана прав личности советским законодательством. — М.: Наука, 1985. — 166 с
- Юридическая ответственность и справедливость. — М.: Юрид. лит., 1992. — 215 с.

## Награды
- орден Отечественной войны
- медали.